# Cagnano Amiterno
Cagnano Amiterno là một đô thị thuộc tỉnh L'Aquila trong vùng Abruzzo Ý. Đô thị này có diện tích 60 km², dân số 1509 người. Các đô thị giáp ranh gồm: Antrodoco (RI), Barete, Borbona (RI), L'Aquila, Montereale